# Endless Summer (Scooter)
Endless Summer is een nummer van de Duitse raveband Scooter uit 1995. Het is de vierde en laatste single van hun debuutalbum ...and the Beat Goes On!.
Net als de vorige singles van het album '...and the Beat Goes On!, leverde "Endless Summer" Scooter opnieuw een hit op. Het bereikte de 5e positie in Duitsland. In de Nederlandse Top 40 pakte het nummer een bescheiden 35e positie.